# Пролетарка (Уланский район)
Пролетарка (каз. Пролетарка) — село в Уланском районе Восточно-Казахстанской области Казахстана. Входит в состав Таврического сельского округа. Находится примерно в 37 км к северо-западу от районного центра, посёлка Касыма Кайсенова. Код КАТО — 636269300.

## Население
В 1999 году население села составляло 533 человека (284 мужчины и 249 женщин). По данным переписи 2009 года, в селе проживали 492 человека (259 мужчин и 233 женщины).

## Известные уроженцы
- Алдабергенов, Жапек Нургазинович (род. 1932) — Герой Социалистического Труда.